# Overrated
«Overrated» es el primer sencillo oficial de la cantante inglesa Siobhán Donaghy, sіngle de su álbum-debut "Revolution In Me".

## El sencillo
Overrated es el primer sencillo de Siobhán Donaghy después de su salida del grupo Sugababes. El sencillo fue publicado el 7 de junio del 2003, después de una moderada promoción por las cadenas de televisión del Reino Unido, y mucho más escasa por el resto de Europa, Asia y Australia, donde el sencillo fue publicado.
El sencillo "Overrated" debutó en el puesto #19 de las Listas de sencillos Más Vendidos en el Reino Unido, siendo una moderada posición para un sencillo debut. En el resto del mundo, el sencillo fue publicado semanas posteriores a la salida del Reino Unido, obteniendo posiciones mediocres, y procando que el disco ni el sencillo "Twist Of Fate" no fuese publicado a nivel internacional, a excepción de China, Japón y Israel, que obtuvo el sencillo un Top 20.

## Canciones
CD 1
1. «Overrated» [Radio Edit]
2. «Overrated» [Vocal Mix]

CD 2
1. «Overrated» [Radio Edit]
2. «Little Bits»